# Cozapa
Cozapa är en ort i Mexiko.   Den ligger i kommunen Chignahuapan och delstaten Puebla, i den sydöstra delen av landet, 120 km öster om huvudstaden Mexico City. Cozapa ligger 2 276 meter över havet och antalet invånare är 122.
Terrängen runt Cozapa är huvudsakligen kuperad, men den allra närmaste omgivningen är platt. Runt Cozapa är det ganska tätbefolkat, med 54 invånare per kvadratkilometer. Närmaste större samhälle är Chignahuapan, 2,3 km söder om Cozapa. Omgivningarna runt Cozapa är en mosaik av jordbruksmark och naturlig växtlighet.